# Río Guadajira
El río Guadajira es un curso de agua de la península ibérica, afluente por la izquierda del Guadiana. Discurre enteramente por la provincia española de Badajoz, en Extremadura. Es conocido coloquialmente en la comarca como Rivera de Guadajira.

## Curso
Nace en diversas fuentes de las sierras de Feria, discurre junto a los pueblos de Feria, Villalba de los Barros, Solana de los Barros y Guadajira, entidad menor de Lobón, hasta su desembocadura en el río Guadiana.
Según la Confederación de la cuenca hidrográfica del Guadiana tiene una longitud de 73,54 kilómetros, su cuenca ocupa una superficie de 895,94 kilómetros cuadrados, y recibe unas aportaciones naturales de 41,91 hectómetros cúbicos.
En verano el curso del río disminuye en un acusado estiaje, acrecentado por el almacenamiento de sus aguas en diversos embalses del cauce superior. En el curso medio y en la desembocadura las aguas son de mala calidad por la presencia de contaminación y aguas residuales.
Sus afluentes principales son los arroyos de la Pijotilla, Harnina, del Mayordomo, del Husero, del Mohíno, del Potril, de la Albuera de Feria y de Valdelazarza.

## Embalses
Los tres embalses principales son el embalse de Guadajira (o de Jaime Ozores), finalizado en 1962; el embalse de la Albuera de Feria, que data de 1747; y sobre todo, el nuevo embalse de Villalba de los Barros, terminado de construir en 2010.